# ریوبین اسکیو
ریوبین اُدانووان اَسکیو (Reubin O'Donovan Askew)‏ (۱۱ سپتامبر ۱۹۲۸ – ۱۳ مارس ۲۰۱۴)، از سیاستمداران آمریکایی بود که طی سال‌های ۱۹۷۱ تا ۱۹۷۹ به عنوان سی و هفتمین فرماندار فلوریدا خدمت کرد. او با پیشبرد طرح اصلاحات مالیاتی، توجه به حقوق مدنی و شفافیت مالی مسئولان و به واسطه عملکرد متعهدانه و شرافتمندانه‌اش توانست اعتبار ویژه‌ای برای خود کسب کند.
اسکیو که در ماسکوگی به دنیا آمده بود پس از فارغ‌التحصیلی از کالج حقوق لوین در دانشگاه فلوریدا اقدام به راه‌اندازی دفتر حقوقی در پنساکولا نمود. وی در زمان جنگ کره به عنوان افسر اطلاعات در نیروی هوایی ایالات متحده مشغول کار بود. در سال ۱۹۵۸ به مجلس نمایندگان فلوریدا و در سال ۱۹۶۲ به مجلس سنای این ایالت راه یافت. او در انتخابات ۱۹۷۰ فرمانداری‌ها، کلود آر. کرک جونیور جمهوریخواه را که فرماندار وقت ایالت بود، شکست داد و در سال ۱۹۷۴ نیز بار دیگر در انتخابات به پیروزی رسید.
اسکیو در مقام فرماندار مسئولیت اجرای طرح دریافت مالیات از شرکت‌های سهامی را بر عهده داشت. او یکی از نخستین فرماندارانی بود که به پشتیبانی از شعار «جنوب نوین» برخاست و از رفع تبعیض در مدارس حمایت کرد. اغلب از اسکیو به عنوان یکی از بهترین فرمانداران یاد می‌شود چنانچه روزنامه تمپابی‌تایمز در سال ۲۰۱۴ او را در رتبه دوم بهترین فرمانداران تاریخ فلوریدا قرار داد و دانشکده علوم سیاسی دانشگاه هاروارد نیز از او به عنوان یکی از برجسته‌ترین دولتمردان کشور در قرن بیستم نام برد. وی سخنران اصلی کنوانسیون ملی دموکرات‌ها در سال ۱۹۷۲ بود و پیشنهاد همراهی با جورج مک‌گاون در انتخابات ریاست‌جمهوری ۱۹۷۲ را نپذیرفت.
اسکیو از سال ۱۹۷۹ تا ۱۹۸۱ در دفتر نمایندگی بازرگانی آمریکا مشغول کار بود. او به دنبال اعلام نامزدی در انتخابات ریاست‌جمهوری ۱۹۸۴ بود ولی همان ابتدا از حضور در این رقابت انصراف داد. وی پس از کناره‌گیری از مسئولیت‌های دولتی به تدریس در دانشگاه ایالتی فلوریدا پرداخت. اسکیو در پی سکته قلبی در ۱۳ مارس ۲۰۱۴ در سن ۸۵ سالگی از دنیا رفت.

## سال‌های نخست زندگی و فعالیت‌های حرفه‌ای
اسکیو در شهر ماسکوگی از توابع ایالت اوکلاهاما به دنیا آمد. در میان شش فرزند لئون جی. اسکیو و آلبرتا (ادانووان) اسکیو، او کوچک‌ترین فرزند بود. هنگامی که تنها دو سال داشت، پدر و مادرش از یکدیگر طلاق گرفتند که علت اصلی این جدایی به گفته خود او «اعتیاد شدید پدرش به الکل» بود. دو برادرش در بزرگسالی گرفتار مشکل مشابهی شدند. این در حالی بود که اسکیو پس از تجربه ناخوشایندی که در دوران نوجوانی از استعمال پیپ داشت تصمیم گرفت هرگز در زندگی لب به مشروب نزند و سیگار نیز مصرف نکند. در پنج سالگی در شرایط ناگواری با پدرش برای آخرین بار دیدار کرد و پس از آن دیگر هیچ‌وقت او را ملاقات نکرد.
در سال ۱۹۳۷، مادرش به همراه روبین به پنساکولا واقع در فلوریدا آمد. «ادانووان» نام میانی او بود که از نام مادرش گرفته شده بود. اسکیو به یاد مادرش در امضای خود از دو حرف ابتدایی نام او یعنی «او و دی» استفاده می‌کرد. رابین برای کمک به مادرش در تأمین هزینه‌ها روزنامه می‌فروخت، کفش واکس می‌زد، در فروشگاه اجناس مشتریان را بسته‌بندی می‌کرد و کیک خانگی دستپخت مادرش را برای فروش می‌برد. مادر روبین در اداره پیشرفت کار به عنوان پیشخدمت و دوزنده مشغول کار بود.
در سال ۱۹۴۴ به عضویت فرقه دی‌مولی شهر اسکامبیا درآمد که سازمان فراماسونری مختص جوانان بود. او در سال ۱۹۴۶ از دبیرستان پنساکولا فارغ‌التحصیل شد و اواخر همان سال به عنوان چترباز وارد ارتش شد و دو سال در آنجا خدمت کرد؛ در سال ۱۹۴۸ او با درجه گروهبانی از خدمت در ارتش مرخص شد.
سپس وارد دانشگاه ایالتی فلوریدا شد و در آنجا عضو انجمن برادری «دلتا تائو دلتا» و «آلفا فی امگا» شد. او در این دانشگاه به ریاست انجمن دانشجویی رسید و بدین‌ترتیب فعالیت سیاسی گسترده خود را آغاز کرد. وی در سال ۱۹۵۱ با مدرک کارشناسی در رشته مدیریت دولتی از دانشگاه ایالتی فلوریدا فارغ‌التحصیل شد. بعدها در کالج حقوق لوین دانشگاه هاروارد تحصیلاتش را در رشته حقوق ادامه داد.
در زمان جنگ کره و در فاصله سال‌های ۱۹۵۱ تا ۱۹۵۳ به عنوان افسر اطلاعات در نیروی هوایی خدمت کرد. وظیفه او نظارت بر عکاسی و تحلیل عکس‌هایی بود که به منظور شناسایی از هواپیماهای متعلق به کشورهای اروپای غربی گرفته می‌شد. وی از انجام این شغل ناراضی بود چرا که به باورش این کار معاهدات موجود را نقض می‌کرد.

## فعالیت‌های حقوقی
در سال ۱۹۵۶ اسکیو که از اعضای حزب دموکرات بود به عنوان مشاور حقوقی اسکامبیا کانتی انتخاب شد. در ۱۹۵۸ به نمایندگی از همین منطقه به مجلس نمایندگان فلوریدا راه یافت. در سال ۱۹۶۲ و پس از دو دوره حضور در این مجلس، نمایندگی حوزه انتخابیه دوم و همچنین اسکامبیا کانتی را در مجلس سنای فلوریدا بر عهده گرفت. وی در سال‌های ۱۹۶۶، ۱۹۶۷ و ۱۹۶۸ و براساس تغییراتی که در حوزه‌های انتخابیه صورت گرفته بود به نمایندگی از اسکامبیا و سانتا رزا کانتی کرسی مجلس را در اختیار گرفت.
از سال ۱۹۶۹ تا ۱۹۷۰ او به‌طور موقت ریاست سنا را بر عهده داشت. در سال ۱۹۷۱ مفتخر به دریافت نشان افتخار لژیون دونور از سوی شورای عالی بین‌المللی دی‌مولی شد.
اسکیو در زمینه قانونگذاری از پیشگامان به‌شمار می‌رفت؛ او از حامیان ایجاد تغییر در قانون حوزه‌های انتخاباتی براساس دگرگونی‌های جمعیتی و افزایش تعداد نمایندگان مناطق شهری بود که جمعیت بیشتری نسبت به مناطق روستایی داشتند. مجلس ایالتی براساس تقسیم‌بندی‌های جغرافیایی تشکیل شده بود و همین موضوع بروز نابرابری‌ها و بی‌عدالتی‌هایی را در پی داشت که مناسب وضعیت فعلی ایالت نبودند. قانون آنطور که باید به مناطق شهری توجه نشان نداده بود. همان‌طور که در بسیاری از ایالت‌ها مرسوم بود، قانونگذاران در مناطق روستایی در برابر تغییر حوزه‌های انتخاباتی مقاومت می‌کردند.
او با محرومیت از حقوق قانونی به واسطه نژاد و ممنوعیت حق رأی برای سیاهپوستان مخالفت می‌ورزید. در واقع با آغاز قرن و تصویب قانون اساسی جدید که برخی از دستورالعمل‌های آن ناظر بر نحوه ثبت‌نام رأی‌دهندگان و برگزاری انتخابات بود، عملاً سیاهپوستان از حق رأی محروم شده بودند. با تصویب قانون حق رأی در سال ۱۹۶۵دولت فدرال شروع به نظارت بر عملکرد حوزه‌های قضایی کرد که از زمان‌های بسیار دور در این مناطق گروه‌های خاصی از افراد از حضور در پای صندوق‌های رأی و رأی‌گیری‌ها محروم بودند. بدین‌ترتیب آمریکایی‌های آفریقایی‌تبار بار دیگر امکان یافتند تا در نظام سیاسی نقشی داشته باشند.

## زندگی شخصی
اسکیو در سال ۱۹۵۶ با دونا لو هارپر ازدواج کرد. او تنها دو هفته پس از نخستین قرار ملاقاتی که با همسرش داشت از او درخواست ازدواج کرد و پنج ماه بعد آنها با یکدیگر پیوند زناشویی بستند. اینطور که گفته می‌شود این زوج زندگی مشترک بسیار خوبی داشتند واسکیو برخلاف پدرش همواره به همسرش وفادار ماند. آنها دو فرزندخوانده داشتند، یک پسر و یک دختر. وی در تمام دوران زندگیش هرگز سراغ الکل، سیگار و قمار نرفت و هیچ‌وقت بددهنی نکرد.
اسکیو در تاریخ ۱۳ مارس ۲۰۱۴ و در سن ۸۵ سالگی بر اثر عوارض ناشی از سکته مغزی درگذشت.